# Branzell
Branzell és una masia situada al municipi d'Amer, a la comarca catalana de la Selva.